# USS LST-204
O USS LST-204 foi um navio de guerra norte-americano da classe LST que operou durante a Segunda Guerra Mundial.